# Sonny (série télévisée)
Pour les articles homonymes, voir Sonny.
Sonny (Sonny with a Chance) est une série télévisée américaine comique en 47 épisodes de 23 minutes créée par Steve Marmel et diffusée entre le 8 février 2009 et le 2 janvier 2011 sur Disney Channel.
En France, la série est diffusée depuis le 13 mai 2009 sur Disney Channel France et depuis le 10 janvier 2010 sur NRJ 12. Au Québec, elle est diffusée depuis le 24 août 2010 sur VRAK.TV.
En avril 2011, Demi Lovato annonce qu'elle quitte Disney Channel et donc la série Sonny, qui fut renommée Sketches à gogo ! (So Random!).

## Synopsis
Sonny Munroe déménage du Wisconsin pour Hollywood avec sa mère afin de participer à une série comique intitulée Sketches à gogo (So Random!), une émission pour préados qui diffuse des sketches amusants, des parodies et des parties musicales avec parfois des invités surprises. Cependant, certains membres de l'émission n'apprécient pas son arrivée, y compris Tawni, sa partenaire superficielle, qui a peur que Sonny lui vole la vedette. De plus, le célèbre acteur fictif Chad Dylan Cooper et sa série télévisée Mackenzie la belle vie se moquent de Sketches à gogo. Mais pour Sonny, pas question de passer à côté de son plus grand rêve.

## Distribution

### Acteurs principaux
- Demi Lovato (V. F. : Élisabeth Guinand) : Allison « Sonny »  Munroe
- Tiffany Thornton (V. F. : Alice Ley) : Tawni Hart
- Sterling Knight (V. F. : Christophe Hespel) : Chad Dylan Cooper
- Brandon Mychal Smith (V. F. : Antoni Lo Presti) : Nico Harris
- Doug Brochu (V. F. : Alessandro Bevilacqua) : Grady Mitchell
- Allisyn Ashley Arm (V. F. : Aaricia Dubois) : Zora Lancaster
- Michael Kostroff (V. F. : Tony Beck) : Marshall Pike

## Personnages

### Personnages principaux

#### Sonny Munroe
Originaire du Wisconsin, Sonny est une adolescente gentille, qui a le sens de l'humour et qui très créative. Bien intentionnée, mais parfois maladroite, Sonny essaie toujours de rendre active la vie des gens qu'elle aime, mais elle se met parfois les pieds dans les plats. Elle est incapable de décevoir quelqu'un, encore moins Marshall ou ses coéquipiers de Sketch a Gogos. À ce propos, Sonny quitte son Wisconsin pour se rendre à Hollywood avec sa mère Connie pour participer à son émission préférée, Sketch a Gogos. Sonny s'entend bien avec tout le monde, mais sa partenaire Tawni ne l'apprécie pas, étant la vedette de Sketch a Gogos et a peur que Sonny lui vole la vedette. Côté amour, Sonny est amoureuse de Chad Dylan Cooper, un acteur très populaire, mais qu'elle prétend détester. Elle finit par sortir avec Chad pendant une partie de la deuxième saison, mais elle va rompre avec lui après quelques épisodes.

#### Tawni Hart
Tawni fait partie de Sketch à gogo. Elle est très belle mais aussi superficielle, égocentrique voire snob et se prend pour une diva (princesse pour les intimes). C'est la vedette de Sketch à Gogo. Tawni aime tout ce qui parle d'elle, aime avoir sa photo dans les magazines, les miroirs, son rouge a lèvres coco moka cacao, sa chevelure blonde et les vêtements à la mode.
Elle est souvent jalouse de Sonny (Demi Lovato).

#### Chad Dylan Cooper
C'est un acteur qui joue dans la série dramatique Mackenzie la belle vie qui est tournée dans les mêmes studios que Sketch à Gogo. Il prétend être "le meilleur acteur de sa génération". Il est égocentrique, superficiel, se prend pour le centre du monde et est le rival des acteurs de Sketches à Gogo, qu'il considère comme inférieure à sa propre série - ce qui a le don de mettre Sonny folle de rage. Il est également amoureux de Sonny dans l'épisode 9 de la saison 1, on peut remarquer qu'il tient beaucoup à elle. On peut le deviner aussi dans le 17e épisode de la saison 1 ( Tel est pris qui croyait prendre) ou Chad doit faire un sketch avec Sonny et doit l'embrasser. Dans la saison 2 il sort avec Sonny, mais ils rompent lors de l'avant dernier épisode "Le choix de Sonny".

#### Nico Harris
Il est lui aussi un acteur du show Sketchs à gogo. Nico est un garçon comique et séducteur (ce qui fait son charme), il adore flirter avec les filles et sortir avec elles. Nico est peureux et saute dans les bras de son ami Grady quand il a peur, il s'habille plutôt bien par rapport à son ami Grady et a peut-être un faible pour Tawni (notamment dans l'épisode La marche des livres où il veut regarder ses fesses!). Son plus grand rival est Chad (comme les autres membres, mis à part Sonny), il est jaloux de lui et de sa voiture de sport, car il a toutes les filles qu'il veut.

#### Grady Mitchell
Il est comédien dans la série Sketch à gogo, celui qui tient le rôle du garçon dauphin "Dolphin Boy". Il est le meilleur ami de Nico. Grady et lui se mettent tout le temps dans des situations loufoques. Grady aime beaucoup manger, et jouer aux jeux vidéo dans la pièce des accessoires avec Nico. Grady est un grand fan de Narnia et autres fictions. Il est très maladroit avec les filles et on apprend qu'il n'en a jamais embrassé (épisode Les frères ennemis).

#### Zora Lancaster
C'est une fille de onze ans, qui joue dans Sketch à gogo. Elle est extrêmement bizarre et excentrique, mais très gentille. Elle adore se cacher (notamment dans les conduits d'aération) et espionner les gens, c'est donc pour cela qu'elle connait tous les secrets du studio. À cause de son jeune âge, c'est le personnage principal qui n'apparaît pas dans tous les épisodes. C'est la plus jeune et plus intelligente du casting. Elle déteste Chad, mais aussi toutes les pestes comme Dakota Condor, qui est la fille du propriétaire du studio.

## Épisodes
| Saison | Saison | Épisodes | États-Unis     | États-Unis       | France           | France          |
| Saison | Saison | Épisodes | Début          | Fin              | Début            | Fin             |
| ------ | ------ | -------- | -------------- | ---------------- | ---------------- | --------------- |
|        | 1      | 21       | 8 février 2009 | 22 novembre 2009 | 13 mai 2009      | 27 janvier 2010 |
|        | 2      | 26       | 14 mars 2010   | 2 janvier 2011   | 8 septembre 2010 | 25 juin 2011    |

### Première saison (2009-2010)
1. Débuts difficiles (Sketchy Beginnings)
2. Le Pique-Nique de la paix (West Coast Story)
3. Sonny et Mackenzie la belle vie (Sonny at The Falls)
4. Courrier des fans (You've Got Fan Mail)
5. Les Tricheuses (Cheater Girls)
6. L'Anniversaire de Chad (Three's Not Company)
7. Les Potins de Sharona (Poll'd Apart)
8. L'Interview (Fast Friends)
9. Le Faux Rendez-Vous (Sonny With a Chance of Dating)
10. Sonny et la Petite Peste (Sonny and the Studio Brat)
11. Le Bal de fin d'année (Promises, Prom-misses)
12. Opération Séparation (The Heartbreak Kids)
13. Caprices de stars (Battle of the Networks' Star)
14. Caméra Cachée (Prank'd)
15. La Salle de méditation (Tales From the Prop House)
16. Un dîner plein de surprises (Sonny in the Kitchen with Dinner)
17. Tel est pris qui croyait prendre (Guess Who's Coming to Guest Star)
18. Telle mère, telle fille (Hart to Hart)
19. Les Frères ennemis (Sonny in the Middle)
20. Les Boutons d'or (Cookie Monsters)
21. Le Talk-Show (Sonny: So Far)

### Deuxième saison (2010-2011)
1. La Marche des livres (Walk a Mile in My Pants)
2. Glendovie (Sonny Get Your Goat)
3. Un amour de Proutssie (Gassie Passes)
4. La Chanson de Sonny (Sonny With a Song)
5. Les Ingrats (High School Miserable)
6. Panique dans les bois (Legend of Candy Face)
7. Les Petits Rituels (Gummy With a Chance)
8. Séniors contre juniors (Random Acts of Disrespect)
9. La Fausse Petite Amie (Grady With a Chance of Sonny)
10. Fans en secret (Falling for the Falls (Part 1))
11. Fans en secret : le retour (Falling for the Falls (Part 2))
12. Coup monté contre Sonny (Partie 1) (Sonny With a Secret (Part 1))
13. Coup monté contre Sonny (Partie 2) (Sonny With a Secret (Part 2))
14. Pauly, l'ours polaire (The Problem With Pauly)
15. Phénomène Sonny  (That's So Sonny)
16. Le Remplaçant de Sonny (Chad Without a Chance)
17. Mes deux Chad (My Two Chads)
18. Spécial Halloween (A So Random Halloween Special)
19. Sonny met son grain de poivre (Sonny with a 100 Percent Chance of Meddling)
20. La Revanche de Dakota (Dakota's Revenge )
21. Le Premier Baiser (Sonny With a Kiss)
22. Le Spécial Noël de Sketches à Gogo (So Random Christmas)
23. Grant à Hollywood (Sonny With a Grant)
24. Stan Sauvage (Marshall with a Chance)
25. Le Choix de Sonny (Sonny with a Choice)
26. La Nouvelle Voisine  (New Girl)

## Distinctions
| Année | Prix                                            | Catégorie                               | Pour                | Résultat   |
| ----- | ----------------------------------------------- | --------------------------------------- | ------------------- | ---------- |
| 2009  | Teen Choice Awards                              | "Meilleure Star Féminine"               | Demi Lovato         | Lauréat    |
| 2009  | Nickelodeon Australian Kids' Choice Awards 2009 | "Sitcom favorite"                       | Sonny with a Chance | Nomination |
| 2010  | 2010 Kids' Choice Awards                        | "Série Télévisée favorite"              | Sonny with a Chance | Lauréat    |
| 2010  | Young Artist Awards                             | "Meilleure Performance par une actrice" | Allisyn Ashley Arm  | Lauréat    |
| 2010  | Teen Choice Awards                              | "Série Comique favorite"                | Sonny with a Chance | Nomination |
| 2010  | Teen Choice Awards                              | "Actrice comique favorite"              | Demi Lovato         | Nomination |
| 2010  | Teen Choice Awards                              | "Acteur Comique favoris"                | Sterling Knight     | Nomination |
| 2010  | Teen Choice Awards                              | "Star féminine de l'été"                | Tiffany Thornton    | Nomination |
| 2010  | Hollywood Teen TV Awards                        | "Meilleure Série Comique"               | Sonny with a Chance | Lauréat    |
| 2010  | Hollywood Teen TV Awards                        | "Meilleur Acteur"                       | Sterling Knight     | Lauréat    |
| 2010  | Hollywood Teen TV Awards                        | "Meilleure Actrice"                     | Demi Lovato         | Lauréat    |

## Diffusion internationale
| Pays | Chaîne                             | Première diffusion |                 |
| --- | ---------------------------------- | ------------------ | --------------- |
| États-Unis | Disney Channel                     | 8 février 2009     |                 |
| Canada (en) | Family                             | 8 février 2009     |                 |
| Canada (fr) | VRAK.TV                            | 24 août 2010       |                 |
| Royaume-Uni | Disney Channel UK & Ireland        | 8 février 2009     |                 |
| Inde | Disney Channel India               | 22 mai 2009        |                 |
| Portugal | Disney Channel Portugal            | 20 juin 2009       |                 |
| Belgique | Disney Channel Belgique            | 15 mai 2009        |                 |
| France | Disney Channel France et NRJ 12    | 13 mai 2009        | 10 janvier 2010 |
| Allemagne | Disney Channel Deutschland         | 8 novembre 2009    |                 |
| Asie - Corée du Sud - Malaisie - Philippines - Hong Kong - Taïwan                                              | Disney Channel Asia                | 12 septembre 2009  |                 |
| Italie | Disney Channel Italia              | 18 juin 2009       |                 |
| Japon | Disney Channel Japan               | 17 octobre 2009    |                 |
| Brésil | Disney Channel Brazil              | 24 mai 2009        |                 |
| Australie | Disney Channel Australia           | 27 avril 2009      |                 |
| Amérique latine - Chili - Colombie - Cuba - Porto Rico - Mexique - Costa Rica - Pérou - République dominicaine | Disney Channel Latin America       | 24 mai 2009        |                 |
| Moyen-Orient - Liban - Émirats arabes unis - Jordanie - Égypte - Arabie saoudite                               | Disney Channel Middle East et MBC4 | 2009               |                 |
| Afrique - Côte d'Ivoire                                                                                        | La Première                        | 2009               |                 |
| Russie | Disney Channel Russie              | 4 septembre 2010   |                 |

## Produits dérivés
Sonny a fait l'objet d'une adaptation en jeu vidéo sur Nintendo DS en 2010.